# Therezinha de Castro
Therezinha de Castro ComMM (c. 1930 — Lisboa, fevereiro de 2000) foi uma historiadora, geógrafa, pesquisadora, escritora e professora brasileira. Morreu em Portugal onde participava, como conferencista convidada, num simpósio do Instituto da Defesa Nacional daquele país.

## Biografia
Ingressou em 1952 como geógrafa no Instituto Brasileiro de Geografia e Estatística (IBGE), professora do Colégio Pedro II e da Faculdade de Humanidades Pedro II (FAHUPE), conferencista da Escola de Comando e Estado-Maior do Exército (ECEME) e da Aeronáutica, da Escola de Guerra Naval, da Escola de Aperfeiçoamento de Oficiais (EsAO), da Escola Superior de Guerra (ESG) e das delegacias da Associação de Diplomados da Escola Superior de Guerra (ADESG) em todo o país.
Foi uma das três personalidades brasileiras de maior expressão no campo da Geopolítica, no último quartel do século XX, juntamente com Golbery do Couto e Silva e Carlos de Meira Mattos. Foi referência, junto com Bertha Becker, no tocante à geopolítica da Amazónia.
Era convidada com frequência para proferir palestras e conferências sobre Geopolítica em diversos países América do Sul e em Portugal.
Como autoridade reconhecida nacional e internacionalmente em Geopolítica, sustentou com o trabalho intitulado "Antártica: Teoria da Defrontação" a tese da Antártica Brasileira, segundo a qual o Brasil deveria reivindicar o seu espaço no continente. Teria a realização de acompanhar a afirmação do país naquele continente.
Do mesmo modo, em seus trabalhos defendeu a importância estratégica do Brasil no Atlântico Sul, no contexto da segurança hemisférica.
Em 1997, Therezinha foi admitida pelo presidente Fernando Henrique Cardoso à Ordem do Mérito Militar no grau de Comendadora especial.

## Obra
- 1960 - Atlas de Relações Internacionais
- 1965 - Leituras Geográficas
- 1967 - Geografia Humana – Política e Economia
- 1968 - História Geral: Antiga e Medieval
- 1970 - História Geral: Moderna e Contemporânea
- 1976 - Rumo à Antártica
- 1977 - História Contemporânea
- 1978 - História Antiga e Medieval
- 1980 - História Documental do Brasil
- 1981 - África: Geohistória, Geopolítica e Relações Internacionais
- 1981 - Atlas-texto de Geopolítica do Brasil
- 1982 - O Brasil no Mundo Atual - Posicionamento e Diretrizes
- 1982 - Estudos de Geo-História
- 1982 - História da Civilização Brasileira
- 1983 - Brasil: da Amazónia ao Prata
- 1984 - José Bonifácio e a Unidade Nacional
- 1985 - Hipólito da Costa: ideias e ideais
- 1986 - Retrato do Brasil
- 1994 - Nossa América: Geopolítica comparada
- 1998 - Ásia: Estudo sobre uma caracterização Geopolítica
- 1998 - Rumo à Amazônia
- 1999 - Geopolítica: princípios, meios e fins